# Abdoulaye Diaby
Abdoulaye Diaby (4 juli 2000) is een Malinees voetballer die medio 2021 transfervrij vertrok van Antwerp FC naar het Hongaarse Újpest FC. Diaby is een verdediger.

## Clubcarrière
Diaby ruilde zijn opleidingsclub Djoliba AC in 2018 in voor de Belgische eersteklasser Antwerp FC. Antwerp liet de Malinees eerst een seizoen rijpen bij de beloften en stalde hem in augustus 2019 voor een seizoen bij KSC Lokeren in Eerste klasse B. Daar speelde hij in het seizoen 2019/20 negen competitiewedstrijden, waarin hij eenmaal scoorde. In juli 2021 vertrok hij transfervrij naar het Hongaarse Újpest FC zonder ooit één wedstrijd te hebben gespeeld voor de eerste ploeg van Antwerp.

## Interlandcarrière
Diaby nam in 2017 met de Malinese –17 deel aan het Afrikaans kampioenschap voetbal onder 17, waar hij aan de zijde van onder andere Sibiry Keita goud won. Enkele maanden later werd hij met zijn land vierde op het WK onder 17 in India.
Ook met de Malinese –20 won hij een continentaal jeugdtoernooi, namelijk het Afrikaans kampioenschap voetbal onder 20. In de halve finale tegen Nigeria en in de finale tegen Senegal speelde hij de volledige wedstrijd. Op het WK onder 19 van 2019 bereikte hij de kwartfinale met zijn land.